# Édouard Guyot
Édouard Guyot, né le 19 décembre 1884 à Arras (Pas-de-Calais et mort le 20 février 1948 à Châtenay-Malabry (Hauts-de-Seine), est un professeur d'université français, spécialisé en études anglophones. 

## Biographie
Édouard Guyot fréquente les collège Rollin et lycée Condorcet, et en ressort bachelier ès lettres. Il étudie par la suite à la faculté des lettres de Paris, et obtient une licence ès lettres en 1906, puis une licence en droit l'année suivante. Il acquiert le statut de docteur en droit et est diplômé d'études supérieures d'anglais en 1908. Il obtient également l'agrégation d'anglais en 1909. Son cursus universitaire est parachevé par un doctorat ès lettres en 1913.
Débute alors pour Édouard Guyot une période d'enseignement en tant que professeur d'anglais dans divers lycées (de 1909 à 1919). En 1919, il devient maître de conférences de langue et littérature anglaises à la Faculté des lettres de Rennes ; trois ans plus tard, il occupera le même poste à la Faculté des lettres de Paris. En 1942, il accède au statut de professeur de littérature et civilisation anglaises, toujours dans cette même faculté. Il décède des suites d'une agression de la Milice française en juin 1944.

## Distinctions
- De l'Académie française[3] :
  - Prix Bordin en 1918 pour L’Angleterre, (sa politique intérieure).
  - Prix Bordin en 1920 pour H.-G. Wells.
  - Prix Fabien en 1925 pour Le socialisme et l’évolution de l’Angleterre contemporaine (1880-1914).
  - Prix d’Académie en 1926 pour Esquisse de l’Histoire universelle, de H.-G. Wells.
  - Prix Montyon en 1934 pour John Galsworthy, le Romancier.
- Chevalier de la légion d'honneur en 1925.